# Río Dão
El río Dão es un río del oeste de la península ibérica que discurre por la meseta portuguesa. 

## Curso
Nace en la parroquia de Eirado, más concretamente en Barranha, municipio de Aguiar da Beira, Distrito de Guarda, en la región de la meseta de Trancoso-Aguiar da Beira, en una zona donde la altitud varía entre los 714 m y los 757 m que forma parte de la Región del Planalto Beirão.
Su recorrido se realiza en dirección noreste-suroeste y, a lo largo de él, además de tener en su cauce la presa de Fagilde, cruza o delimita los límites de los municipios de Aguiar da Beira, Penalva do Castelo, Mangualde, Nelas, Viseu, Carregal do Sal, Tondela y Santa Comba Dão. Desemboca en el río Mondego, en medio del embalse de la presa de Aguieira, en los límites de los municipios de Santa Comba Dão, Mortágua y Penacova, después de recorrer cerca de 92 km. 
Sus principales afluentes son el río Carapito, el arroyo Coja, el río Sátão, el río Pavía, el arroyo Hortas y el río Criz. En su valle, zona de altitud con suelo granítico, se encuentra la Región Demarcada del Dão, que produce excelentes vinos.